# II. Cleon
II. Cleon Isaac Asimov által kitalált szereplő az Alapítvány és Birodalom c. regényben, a Generális c. fejezetben szerepel, de több más regényben megemlítik a nevét.
„II. Cleon – Közismert nevén Nagy Cleon. Az Első Birodalom utolsó erőskezű császára; jelentőségét növeli az a politikai és művészeti újjászületés, amely hosszú uralkodása alatt végbement. A hagyomány azonban elsősorban Bel Rioséval kapcsolatban emlegeti, s a köznép száján "Riose császára"-ként maradt meg. Nem szabad, hogy uralkodása utolsó évének eseményei árnyékba borítsák negyven esztendő…”
(Encyclopedia Galactica)
Az Első Galaktikus Birodalom császára, uralkodott A.K. 170-től A.K. 210-ig (G.K. 12 236 – G.K. 12 276). A császári címet apjától örökölte, aki a legutóbbi polgárháborúban megdöntötte az uralkodót és átvette a Birodalom kormányzását. Uralkodásának időszaka a Birodalom utolsó olyan korszaka, melyben fellendülés mutatkozik. Nevét elsősorban Bel Riose kapcsán ismerjük, aki A.K. 195 – 196-ban (G.K. 12 261 – 12 262) hadjáratot vezetett az Első Alapítvány ellen.
Cleon, bármily erős uralkodó volt is, nem állíthatta meg vagy téríthette el a Birodalom bukásához vezető folyamatot. Végül negyven évnyi uralkodás után, titokzatos betegségben hunyt el. A halálát követően a Birodalomban évtizedekig elhúzódó polgárháború kezdődött a császári trónért, A.K. 270-ben (G.K. 12 336) pedig a lázadó Gilmer seregei feldúlták és elpusztították a Trantort (kivéve a Második Alapítvány érdekeltségeit).
Cleonnal kapcsolatban érdemes megemlíteni még leghűségesebb tanácsadóját és végrehajtóját, a birodalmi főúr Brodrig-ot. Egészen a Bel Riose-féle hadjáratig a császár legbelsőbb bizalmasa volt, legtöbb rendelkezését közvetlenül ő sugallta és hajtatta végre. A hadjárat végén visszahívták, perbe fogták a császár elleni árulás vádjával és kivégezték (A.K. 197).